# Borgarello
Borgarello – miejscowość i gmina we Włoszech, w regionie Lombardia, w prowincji Pawia.
Według danych na rok 2004 gminę zamieszkiwały 1594 osoby, 398,5 os./km².